# Anthrax valida
Anthrax valida är en tvåvingeart som först beskrevs av Christian Rudolph Wilhelm Wiedemann 1830.  Anthrax valida ingår i släktet Anthrax och familjen svävflugor. Inga underarter finns listade i Catalogue of Life.